# Ksar Lghlad
Ksar Lghlad (en arabe : قصر لغلاض) est un village fortifié dans la province de Zagora, région de Draa-Tafilalet au sud-est du Maroc .